# Księga Ezechiela
Księga Ezechiela (Ez, hebr. יחזקאל Jichezkel) – trzecia z ksiąg proroków większych Starego Testamentu autorstwa Ezechiela, napisana w latach 593 - 571 p.n.e. lub tuż po tym okresie, ostatecznie zredagowana przed powrotem z niewoli babilońskiej.

## Kompozycja Księgi
- Wprowadzenie – powołanie Ezechiela na proroka (1–3)
- Wyrocznie o Judzie i Jerozolimie oraz o zburzeniu Jerozolimy (obrazy grzechów Jerozolimy i zapowiedź bezlitosnej kary) (4–24)
- Wyrocznie o narodach obcych: Ammonitach, Moabitach, Edomitach, Filistynach, Tyrze, Sydonie i Egipcie (25–32)
- Obietnice eschatologiczne zapowiadające i opisujące odrodzenie Izraela (33–48)
  - Wyrocznie o przyszłym zbawieniu (33–39)
  - Nowe Prawo (wizja idealnej świętości i idealnego Izraela) (40)

## Gatunki literackie Księgi
Dominują wyrocznie (groźby i obietnice). Dużo miejsca zajmują opowiadania o wizjach i różnorodnych czynnościach symbolicznych Ezechiela. Odrębną grupę stanowią pouczenia, które wyjaśniają lub rozwiązują różne zagadnienia religijne. Zachowało się też kilka alegorii: o orle i roślinach (17, 2–10), o lwicy i lwiątkach (19, 1–9), o mięsie gotującym się w kotle (24, 3–14), o krokodylu jako faraonie (29, 3–16), o dwóch nierządnicach (Oholi i Oholibie) (23, 1–49), o winorośli (15), o cedrze (31).

## Cztery wielkie wizje
- Wizja Rydwanu Jahwe (1,1–30) – Bóg opuszcza świątynię i przenosi się ze swym ludem do Babilonii na przedziwnym pojeździe o nadzwyczajnej zwrotności, poruszanym przez dziwne istoty o czterech obliczach (człowieka, lwa, wołu i orła), ponad którym unosi się postać podobna do ludzkiej, otoczona wielkim światłem (Bóg, chwała Jahwe)[2]. Zwolennicy paleoastronautyki dopatrują się w opisanym obiekcie wytworu cywilizacji pozaziemskiej[3][4].
- Wizja Grzechów Jerozolimy (8–11) – Izrael porzucił swoją religię, w świątyni postawiono wizerunek kananejskiej bogini Asztarty, przywódcy uprawiają kult zwierząt, ludzie kłaniają się słońcu.
- Wizja Wysuszonych Kości (37,1–10; 37,11–14) – Stojącego ze wzniesionymi ramionami proroka pośród doliny otaczają wysuszone kości zbliżające się do siebie, oblekające się ciałem i skórą oraz takie, w które wstąpił już duch – ożyły i stanęły na nogi (zapowiedź wskrzeszenia umarłych w dniu Sądu Ostatecznego).
- Wizja Nowej Jerozolimy (40) – Wizja Boga powracającego w chwale do nowej świątyni.

|  |  |  |

## Wybrane komentarze
- Otto Richard Kraetzschmar (Göttingen 1900)
- James Smith (London 1931)
- G. A. Cooke  (Edinburgh 1936, 1960)
- Georg Fohrer (Tübingen 1955)
- Walther Eichrodt  (Göttingen 1966)
- Walther Zimmerli (Neukirchen, (1969))

## Wybrane tłumaczenia na język polski
- Jakub Wujek (1599)
- Jerzy Żuławski (1902)
- Józef Homerski (1975)
- Kazimierz Romaniuk (1997)
- Ryszard Rumianek (2009)
- Sebastian Jasiński (t. I 2005, t. II  2009, t. III 2013, t. IV 2014, t. V 2015)